# 水野保雄
水野 保雄（みずの やすお、1928年〈昭和3年〉 - ）は、日本の画家、洋画家。
関西水彩画会運営員、白日会会員。一般社団法人日本美術家連盟会員。

## 経歴
1978年（昭和53年）、木村重夫氏、木村秀信氏、前田正夫氏、和田行雄氏とともに、関西水彩画会の運営委員に推挙される。
2018年（平成30年）、関西水彩画展鑑審査委員を務める。

## 画風
穏やかな筆致の風景画、静物画が多い。